# Poklicna segregacijska politika v Južni Afriki
Poklicna segregacijska politika v Južni Afriki je koncept v poklicni terapiji, da so različni posamezniki, skupine in skupnosti prikrajšane o smiselni in odločni aktivnosti skozi segregacijo/krojitev do socialnih, političnih in ekonomskih dejavnikov ter za vzroke socialnega statusa.
Do poklicne segregacijske politike lahko pride zaradi rase, invalidnosti, starosti, spola, spolnosti, verske prednosti, politične prednosti in vere. Vojno okolje lahko tudi prispeva do poklicne segregacijske politike v kateri vojne omejitve preprečijo ljudem živeti med bojem in jim prepreči opravljati prejšnje poklice. Poklicni terapevti prepoznajo, da se  mnogi ljudje, ki se soočajo s poklicno segregacijo politike, nimajo možnosti do svobodne odločitve o njihovih poklicih in so za to prikrajšani. Zdravje in dobro počutje teh posameznikov, skupin in skupnosti je ogroženo zaradi prikrajšanosti o smiselnih in odločnih aktivnostih.
Vsak posameznik bi moral imeti enak status, ne glede na to kakšno je njihovo ekonomsko, politični, zdravstveno ali socialno stanje. Poklicna segregacijska politika nam pojasnjuje realnost, da so nekateri poklicni ljudje bolj enaki kot ostali.